# Ludwig Prandtl

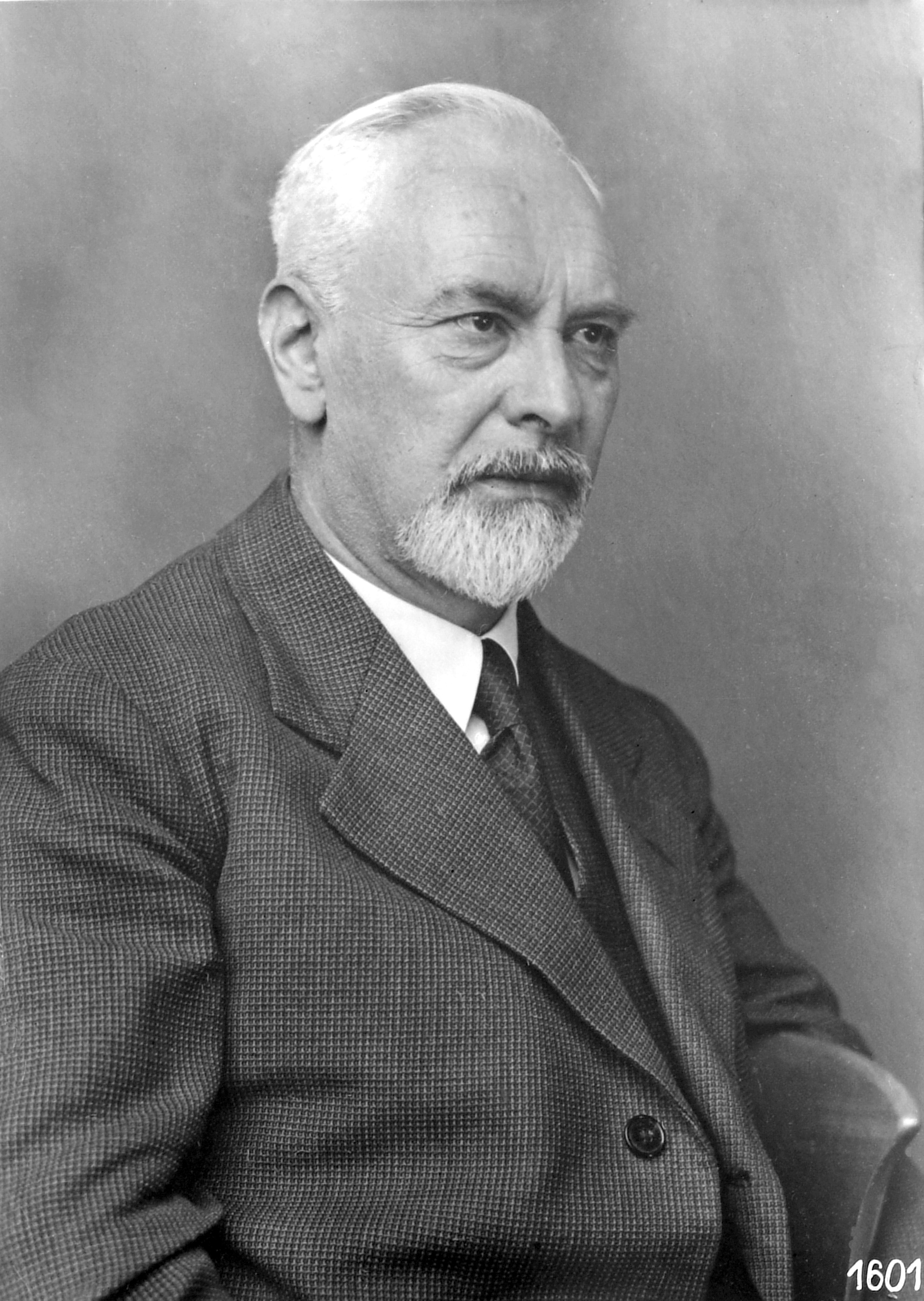
Ludwig Prandtl

Ludwig Prandtl (ur. 4 lutego 1875 we Fryzyndze, zm. 15 sierpnia 1953 w Getyndze) – niemiecki fizyk.
Od 1901 roku profesor politechniki w Hanowerze. Prowadził badania z dziedziny teorii sprężystości. W 1905 opracował teorię przepływu burzliwego, teorię warstwy przyściennej oraz teorię płata nośnego. Autor wielu prac z dziedziny aerodynamiki.